# Sojuz-TM
Sojuz-TM byla sovětská, později ruská kosmická loď čtvrté generace používaná pro lety k vesmírným stanicím Mir a Mezinárodní kosmické stanici. Kosmická loď byla transportní a modifikovaná, proto označení TM. Oproti verzi Sojuz-T má Sojuz-TM vylepšený systém dokování a setkávání ve vesmíru, dále vylepšenou radiokomunikaci nouzový a nezávislý systém padáků a přistávacích motorů. Nový systém pro dokování a setkávání Kurs a nový pohonný modul dovoloval Sojuzu-TM manévrování nezávislé na stanici aniž by stanice musela současně provádět zrcadlové manévry.
První let nového Sojuzu Sojuz TM-1 proběhl v květnu roku 1986 a uskutečnil se bez posádky. První pilotovaný let uskutečnili kosmonauti Jurij Romaněnko a Alexandr Lavejkin v únoru roku 1987. Poslední let této verze Sojuzu proběhl v dubnu roku 2002, posádku tvořili Jurij Gidzenko, Roberto Vittori a kosmický turista Mark Shuttleworth.